# رابرت نوذرت
رابرت نوذرت (انگلیسی: Robert Nouzaret؛ زادهٔ ۲۹ سپتامبر ۱۹۴۳) بازیکن فوتبال اهل فرانسه است.
از باشگاه‌هایی که در آن بازی کرده‌است می‌توان به باشگاه فوتبال المپیک لیون، باشگاه ورزشی مون‌پلیه، و باشگاه فوتبال بوردو اشاره کرد.